# Pueblo asante

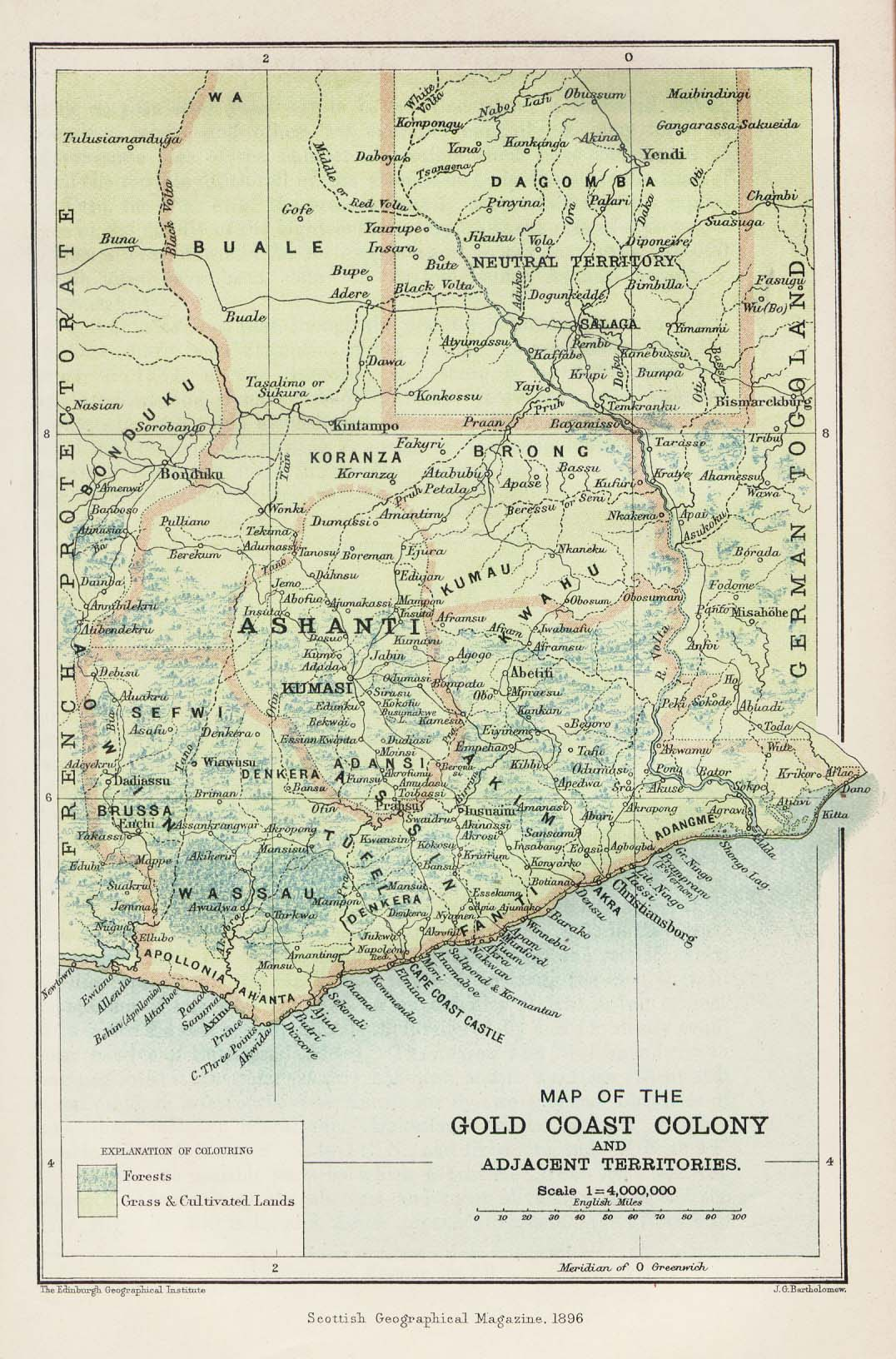
Mapa de Costa de Oro, ahora conocido como Ghana.

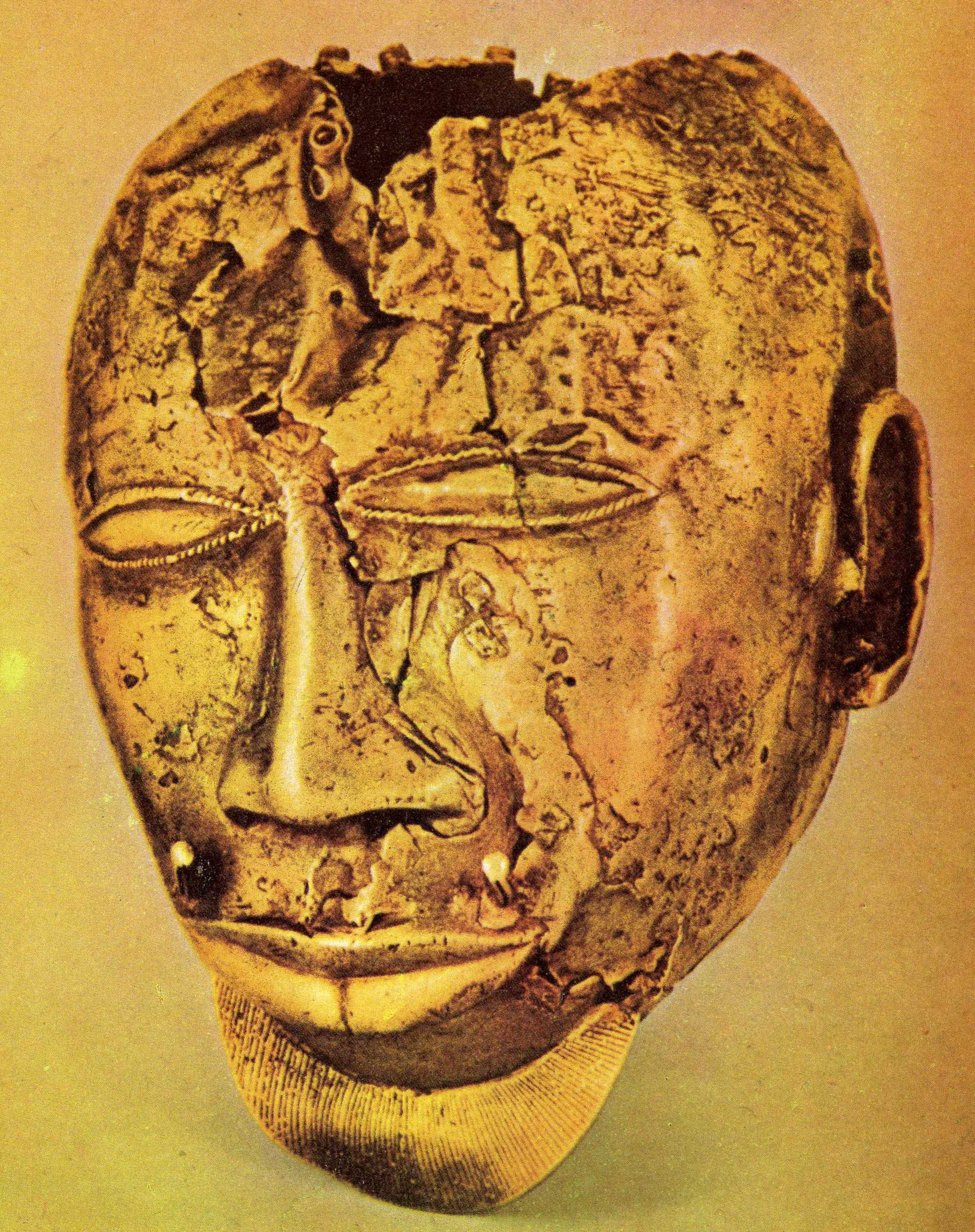
Máscara de oro del rey de Ashanti: Kofi Kolkalli.

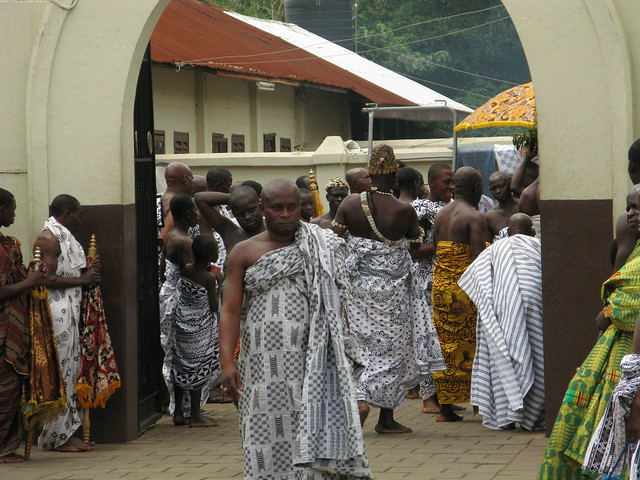
Festival Akwasidae en el Palacio Manhyia en el 2009.

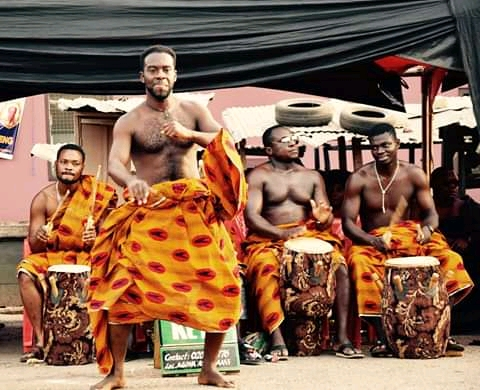
Un funeral Asante en 2020.

Los ashanti o asantes son un importante grupo étnico del centro de Ghana (África). Los asantes hablan twi, una lengua similar al fante, pero con más hablantes, 7 millones de personas. Forman parte del complejo étnico y lingüístico akan.

## Historia
Antes de la colonización europea, el pueblo asante desarrolló un imperio de gran alcance en África occidental gracias al comercio. Antes del siglo XIII, pueblos de lengua akán emigraron hacia la franja boscosa en la actual Ghana y establecieron estados pequeños en la región montañosa, en las cercanías del Kumasi moderno.
A finales del siglo XVII, uno de sus jefes, Osei Tutu, consolidó su autonomía, engrandeció su reino y construyó la capital Asante, Kumasi. Durante el auge del Imperio de Malí, los asantes y el pueblo akan en general llegaron a hacerse ricos negociando el oro encontrado en minas de su territorio. El sobrino de Osei Tutu, Apoku Uaré, que reino de 1725 a 1749 reforzó su poder. Las reformas de Osai Bonsú, aseguraron el paso de la monarquía de derecho divino a un régimen de tipo deliberante y constitucional.
Los asante desarrollaron una poderosa confederación y posteriormente se convirtieron en el grupo étnico más influyente dentro de la región de Costa de Marfil, que competían con el pueblo fante. Esa confederación tuvo gran importancia durante el período colonial, vendiendo oro y esclavos  intercambiándolos por armas.
El de los asante fue uno de los pocos estados africanos capaces de ofrecer resistencia sería a los imperios europeos. Entre 1826 y 1896, Gran Bretaña luchó cuatro guerras contra los reyes ashanti, conocidas como guerras anglo-asantes. La capital Kumasi fue destruida en 1874. En 1896 se instaló un alto comisario británico. En 1900 los británicos sometieron el reino y lo renombraron como la colonia Gold Coast. Una figura de la resistencia contra el colonialismo británico es la líder Yaa Asantewaa.
Un artefacto cultural de los asante con importancia histórica es la sagrada Banca de Oro, la cual solo podía ser tocada por su rey, el asantehene. En 1900, el gobernador Frederick Hodgson pretendió apropiarse de ella e investigó en dónde se encontraba. La exigió mediante estas palabras: «¿Por qué ahora no estoy sentado en la Banca de Oro? Soy el representante del poder supremo; ¿por qué me relegan?».[cita requerida] Sus pretensiones encendieron la resistencia que condujo a las guerras anglo-ashantis, de las que fueron protagonistas el rey ashanti Prempeh y el militar británico Robert Baden-Powell, conocido por ser el fundador del escultismo mundial.
La Confederación Asante fue solamente restaurada en 1935. Los Asante tienen una organización que se basa en el derecho de sucesión; su sociedad reposa, todavía hoy en la realeza. Su religión es politeísta. De organización matrilineal, mantiene pautas patrilineales.

## Mitología
El Dios del cielo de los ashanti es Nyame. Tuvo un hijo con Asase Ya, la diosa de la fertilidad, llamado Anansi. Asase Ya tuvo asimismo otros dos hijos, Bea y Tano. Aso es la esposa de Anansi, ambos personajes de leyenda de África occidental.